# 根井标准距离
根井标准距离（英語：Nei's standard genetic distance），在一些華文文獻裡更常被寫作Nei氏遗传距离，是由日裔美国群体遗传学家根井正利（Masatoshi Nei）於1972年提出的一种计算遗传距离的方法。
根井标准距离假设了遗传差异是突变和漂变两个因素造成的，适用于每年或每个世代的遗传变化速率稳定的情况。在这种情况下，群体间的根井标准距离（D）与彼此分化的时间成正比，公式如下：
{\displaystyle {\begin{aligned}D=-\ln {\frac {\sum \limits _{\ell }\sum \limits _{u}X_{u}Y_{u}}{\sqrt {(\sum \limits _{\ell }\sum \limits _{u}X_{u}^{2})(\sum \limits _{\ell }\sum \limits _{u}Y_{u}^{2})}}}\end{aligned}}}
這樣的話，我們可以把根井的标准距离公式寫成這樣：
{\displaystyle D=-\ln {\frac {J_{XY}}{\sqrt {J_{X}J_{Y}}}}}